# Marie-Louise Berneri
Marie-Louise Berneri (ur. 1 marca 1918, zm. 13 kwietnia 1949) – włoska anarchistka oraz autorka felietonów w czasopismach o tematyce anarchistycznej w tym m.in. Freedom. Autorka książek Podróż przez utopię ("Journey Through Utopia") oraz Ani Wschód, ani Zachód ("Neither East Nor West").

## Życiorys
Berneri urodziła się 1918 roku w Arezzo jako starsza córka Camillo oraz Giovanny Bernerich. W 1926 roku wraz z rodziną wyemigrowała z Włoch w związku z dojściem Benito Mussoliniego do władzy w kraju. Od 1936 roku jej ojciec był zaangażowany w walkę po stronie republikanów w hiszpańskiej wojnie domowej. W 1937 roku został zamordowany przez komunistów podczas tzw. dni majowych w Barcelonie. W ówczesnych latach Marie-Louise na stałe mieszkała w Paryżu, gdzie studiowała psychologię na Sorbonie.
Po studiach Berneri poślubiła Vernona Richardsa, również związanego z ruchem anarchistycznym. Po II wojnie światowej zamieszkała wraz z mężem w Londynie, gdzie oboje pisali artykuły do prasy anarchistycznej. W 1948 roku Berneri jako przedstawicielka Wielkiej Brytanii wzięła udział w pierwszej powojennej konferencji anarchistycznej, która odbyła się w Paryżu. Na paryskiej konferencji uczestniczyły także jej matka oraz młodsza siostra, Gillete, które reprezentowały delegację Francji oraz Włoch. 
Marie-Louise Berneri zmarła 13 kwietnia 1949 w związku z powikłaniami przy porodzie jej dziecka, które również zmarło.
George Woodcock oraz Ivan Avacumovic dedykowali jej napisaną przez nich biografię Piotra Kropotkina pt. Anarchistyczny Książę, która ukazała się w 1950 roku.